# Periodyzacja sztuki

## Sztuka prehistoryczna (pradziejowa)
Jej początki datuje się na około 50 tys. lat p.n.e. Wyróżniamy sztukę kultur paleolitu, mezolitu, neolitu, epoki brązu, epoki żelaza.

## Sztuka starożytna
V/III tys. p.n.e. – ok. 300 r. n.e.
W starożytnym okresie dziejów stosuje się podziały geograficzne w ramach krajów Bliskiego Wschodu i basenu Morza Śródziemnego.
| nazwa                              | ramy czasowe                      | ramy czasowe                    | zobacz też |
| ---------------------------------- | --------------------------------- | ------------------------------- | --- |
| sztuka starożytnego Egiptu         | sztuka starożytnego Egiptu        | ok. 4000 p.n.e. ok. 650 n.e.    | Starożytny Egipt architektura i rzeźba malarstwo |
| sztuka okresu przeddynastycznego   | IV tysiąclecie p.n.e.             | ok. 4000 p.n.e. ok. 650 n.e.    | Starożytny Egipt architektura i rzeźba malarstwo |
| sztuka okresu wczesnodynastycznego | ok. 2960 p.n.e. ok. 2640 p.n.e.   | ok. 4000 p.n.e. ok. 650 n.e.    | Starożytny Egipt architektura i rzeźba malarstwo |
| sztuka Starego Państwa             | ok. 2640 p.n.e. ok. 2134 p.n.e.   | ok. 4000 p.n.e. ok. 650 n.e.    | Starożytny Egipt architektura i rzeźba malarstwo |
| sztuka Średniego Państwa           | ok. 2134 p.n.e. ok. 1785 p.n.e.   | ok. 4000 p.n.e. ok. 650 n.e.    | Starożytny Egipt architektura i rzeźba malarstwo |
| sztuka Nowego Państwa              | ok. 1785 p.n.e. ok. 1085 p.n.e.   | ok. 4000 p.n.e. ok. 650 n.e.    | Starożytny Egipt architektura i rzeźba malarstwo |
| Epoka Późna                        | ok. 1085 p.n.e. 305 p.n.e.        | ok. 4000 p.n.e. ok. 650 n.e.    | Starożytny Egipt architektura i rzeźba malarstwo |
| sztuka okresu ptolemejskiego       | 305 p.n.e. 30 p.n.e.              | ok. 4000 p.n.e. ok. 650 n.e.    | Starożytny Egipt architektura i rzeźba malarstwo |
| sztuka okresu rzymskiego           | 30 p.n.e. 395 n.e.                | ok. 4000 p.n.e. ok. 650 n.e.    | Starożytny Egipt architektura i rzeźba malarstwo |
| sztuka koptyjska                   | IV w. VII w.                      | ok. 4000 p.n.e. ok. 650 n.e.    | Starożytny Egipt architektura i rzeźba malarstwo |
| sztuka starożytnej Mezopotamii     | sztuka starożytnej Mezopotamii    | ok. 3200 p.n.e. ok. 650 n.e.    | Mezopotamia |
| sztuka sumeryjska                  | pocz. III tys. p.n.e. 2000 p.n.e. | ok. 3200 p.n.e. ok. 650 n.e.    | Mezopotamia |
| sztuka akadyjska                   | 2340 p.n.e. 2200 p.n.e.           | ok. 3200 p.n.e. ok. 650 n.e.    | Mezopotamia |
| sztuka babilońska                  | II tys. p.n.e. 539 p.n.e.         | ok. 3200 p.n.e. ok. 650 n.e.    | Mezopotamia |
| sztuka asyryjska                   | pocz. II tys. p.n.e. 612 p.n.e.   | ok. 3200 p.n.e. ok. 650 n.e.    | Mezopotamia |
| okres hellenistyczny               |                                   | ok. 3200 p.n.e. ok. 650 n.e.    | Mezopotamia |
| sztuka hetycka                     |                                   |                                 | |
| okres wczesny                      | pocz. II tys. p.n.e.              |                                 | |
| sztuka Starego Państwa             | 1. poł. II tys. p.n.e.            |                                 | |
| sztuka Nowego Państwa              | 1450 p.n.e. 1200 p.n.e.           |                                 | |
| sztuka nowohetycka (syro-hetycka)  | do ok. 700 p.n.e.                 |                                 | |
| sztuka starożytnej Persji          | sztuka starożytnej Persji         | ok. 600 p.n.e. ok. 650 n.e.     | |
| okres achemenidzki                 |                                   | ok. 600 p.n.e. ok. 650 n.e.     | |
| okres hellenistyczny (Seleucydów)  |                                   | ok. 600 p.n.e. ok. 650 n.e.     | |
| okres sasanidzki                   |                                   | ok. 600 p.n.e. ok. 650 n.e.     | |
| sztuka egejska                     | sztuka egejska                    | ok. 2900 p.n.e. ok. 1100 p.n.e. | ceramika: styl Kamares |
| sztuka cykladzka                   | 2900 p.n.e. 1100 p.n.e.           | ok. 2900 p.n.e. ok. 1100 p.n.e. | ceramika: styl Kamares |
| sztuka minojska (kreteńska)        | ok. 3500 p.n.e. 1070 p.n.e.       | ok. 2900 p.n.e. ok. 1100 p.n.e. | ceramika: styl Kamares |
| sztuka helladzka                   | sztuka helladzka                  | ok. 3000 p.n.e. ok. 1100 p.n.e. | |
| okres wczesny                      | ok. 3000 p.n.e. ok. 1900 p.n.e.   | ok. 3000 p.n.e. ok. 1100 p.n.e. | |
| okres średni                       | ok. 1900 p.n.e. ok. 1600 p.n.e.   | ok. 3000 p.n.e. ok. 1100 p.n.e. | |
| okres późny (mykeński)             | ok. 1600 p.n.e. ok. 1100 p.n.e.   | ok. 3000 p.n.e. ok. 1100 p.n.e. | |
| sztuka starożytnej Grecji          | sztuka starożytnej Grecji         | ok. 1600 p.n.e. ok. 400 n.e.    | rzeźba: styl mokrych szat ceramika: styl geometryczny styl submykeński styl czarnofigurowy styl czerwonofigurowy styl orientalizujący styl swobodny styl bogaty styl kerczeński architektura: porządek dorycki porządek joński porządek koryncki |
| sztuka wieków ciemnych             |                                   | ok. 1600 p.n.e. ok. 400 n.e.    | rzeźba: styl mokrych szat ceramika: styl geometryczny styl submykeński styl czarnofigurowy styl czerwonofigurowy styl orientalizujący styl swobodny styl bogaty styl kerczeński architektura: porządek dorycki porządek joński porządek koryncki |
| sztuka okresu archaicznego         | XI w. p.n.e. VI w. p.n.e.         | ok. 1600 p.n.e. ok. 400 n.e.    | rzeźba: styl mokrych szat ceramika: styl geometryczny styl submykeński styl czarnofigurowy styl czerwonofigurowy styl orientalizujący styl swobodny styl bogaty styl kerczeński architektura: porządek dorycki porządek joński porządek koryncki |
| faza protogeometryczna             | XI w. p.n.e. X w. p.n.e.          | ok. 1600 p.n.e. ok. 400 n.e.    | rzeźba: styl mokrych szat ceramika: styl geometryczny styl submykeński styl czarnofigurowy styl czerwonofigurowy styl orientalizujący styl swobodny styl bogaty styl kerczeński architektura: porządek dorycki porządek joński porządek koryncki |
| faza geometryczna                  | X w. p.n.e. VIII w. p.n.e.        | ok. 1600 p.n.e. ok. 400 n.e.    | rzeźba: styl mokrych szat ceramika: styl geometryczny styl submykeński styl czarnofigurowy styl czerwonofigurowy styl orientalizujący styl swobodny styl bogaty styl kerczeński architektura: porządek dorycki porządek joński porządek koryncki |
| styl orientalizujący               | VII w. p.n.e.                     | ok. 1600 p.n.e. ok. 400 n.e.    | rzeźba: styl mokrych szat ceramika: styl geometryczny styl submykeński styl czarnofigurowy styl czerwonofigurowy styl orientalizujący styl swobodny styl bogaty styl kerczeński architektura: porządek dorycki porządek joński porządek koryncki |
| sztuka okresu klasycznego          | V w. p.n.e. IV w. p.n.e.          | ok. 1600 p.n.e. ok. 400 n.e.    | rzeźba: styl mokrych szat ceramika: styl geometryczny styl submykeński styl czarnofigurowy styl czerwonofigurowy styl orientalizujący styl swobodny styl bogaty styl kerczeński architektura: porządek dorycki porządek joński porządek koryncki |
| sztuka okresu hellenistycznego     | 323 p.n.e. 30 p.n.e.              | ok. 1600 p.n.e. ok. 400 n.e.    | rzeźba: styl mokrych szat ceramika: styl geometryczny styl submykeński styl czarnofigurowy styl czerwonofigurowy styl orientalizujący styl swobodny styl bogaty styl kerczeński architektura: porządek dorycki porządek joński porządek koryncki |
| sztuka okresu rzymskiego           |                                   | ok. 1600 p.n.e. ok. 400 n.e.    | rzeźba: styl mokrych szat ceramika: styl geometryczny styl submykeński styl czarnofigurowy styl czerwonofigurowy styl orientalizujący styl swobodny styl bogaty styl kerczeński architektura: porządek dorycki porządek joński porządek koryncki |
| sztuka bosporańska                 | sztuka bosporańska                | V w. p.n.e. IV w. n.e.          | |
| okres wpływów greckich             | V w. p.n.e. II w. p.n.e.          | V w. p.n.e. IV w. n.e.          | |
| okres wpływów sarmackich           | II w. p.n.e. IV w. n.e.           | V w. p.n.e. IV w. n.e.          | |
| sztuka etruska                     | sztuka etruska                    | ok. 900 p.n.e. ok. 50 p.n.e.    | architektura: porządek toskański |
| sztuka starożytnego Rzymu          | sztuka starożytnego Rzymu         | ok. 600 p.n.e. ok. 400 n.e.     | Starożytny Rzym architektura: porządek kompozytowy neoattycyzm rzeźba malarstwo |
| sztuka epoki królewskiej           | VI w. p.n.e.                      | ok. 600 p.n.e. ok. 400 n.e.     | Starożytny Rzym architektura: porządek kompozytowy neoattycyzm rzeźba malarstwo |
| sztuka okresu republiki            | V w. p.n.e. 30 p.n.e.             | ok. 600 p.n.e. ok. 400 n.e.     | Starożytny Rzym architektura: porządek kompozytowy neoattycyzm rzeźba malarstwo |
| sztuka okresu cesarstwa            | 30 p.n.e. koniec IV w. n.e.       | ok. 600 p.n.e. ok. 400 n.e.     | Starożytny Rzym architektura: porządek kompozytowy neoattycyzm rzeźba malarstwo |
| sztuka wczesnochrześcijańska       | sztuka wczesnochrześcijańska      | II w. VI w.                     | architektura |
| okres pierwszy (katakumbowy)       | do 313                            | II w. VI w.                     | architektura |
| okres drugi (kultu publicznego)    |                                   | II w. VI w.                     | architektura |

## Sztuka średniowiecza
V w. – XV w.
- architektura średniowiecza

| nazwa                                        | zasięg                                                                                   | ramy czasowe                       | ramy czasowe               | zobacz też |
| -------------------------------------------- | ---------------------------------------------------------------------------------------- | ---------------------------------- | -------------------------- | --- |
| sztuka koptyjska                             | sztuka koptyjska                                                                         | sztuka koptyjska                   | największy rozkwit: IV–VII | |
| sztuka bizantyjska                           | sztuka bizantyjska                                                                       | sztuka bizantyjska                 | ok. 400 ok. 1450           | architektura |
| sztuka przedromańska (preromańska)           | sztuka przedromańska (preromańska)                                                       | sztuka przedromańska (preromańska) | ok. 500 ok. 1050           | architektura |
| sztuka longobardzka                          |                                                                                          |                                    | ok. 500 ok. 1050           | architektura |
| sztuka wizygocka                             | Hiszpania                                                                                |                                    | ok. 500 ok. 1050           | architektura |
| sztuka mozarabska                            | Hiszpania                                                                                | od IX w.                           | ok. 500 ok. 1050           | architektura |
| sztuka merowińska (przedkarolińska)          | państwo Franków                                                                          | V w. VIII w.                       | ok. 500 ok. 1050           | architektura |
| sztuka karolińska (tzw. renesans karoliński) | państwo Franków                                                                          | 2. poł. VIII w. 1. poł. X w.       | ok. 500 ok. 1050           | architektura |
| sztuka ottońska (pokarolińska)               | Niemcy                                                                                   | X w. 1. poł. XI w.                 | ok. 500 ok. 1050           | architektura |
| sztuka wczesnopiastowska                     | Polska                                                                                   | X w. ok. 1038                      | ok. 500 ok. 1050           | architektura |
| sztuka irlandzka                             |                                                                                          |                                    | ok. 500 ok. 1050           | architektura |
| sztuka romańska                              | sztuka romańska                                                                          | sztuka romańska                    | ok. 1000 ok. 1300          | architektura |
| sztuka gotycka                               | sztuka gotycka                                                                           | sztuka gotycka                     | ok. 1150 ok. 1550          | styl międzynarodowy doloryzm architektura: gotyk brabancki gotyk skaldyjski gotyk wenecki styl izabeliński styl manueliński flamboyant mudejar |
| gotyk wczesny                                | Francja: primaire Anglia: early English Niemcy: Frühgotik                                | 1150–1200 ok. 1180–1270 1230–1300  | ok. 1150 ok. 1550          | styl międzynarodowy doloryzm architektura: gotyk brabancki gotyk skaldyjski gotyk wenecki styl izabeliński styl manueliński flamboyant mudejar |
| gotyk dojrzały (pełny)                       | Francja: rayonnant Anglia: decorated style Niemcy: Hochgotik                             | 1200–1250 1250–1360 1300–1350      | ok. 1150 ok. 1550          | styl międzynarodowy doloryzm architektura: gotyk brabancki gotyk skaldyjski gotyk wenecki styl izabeliński styl manueliński flamboyant mudejar |
| gotyk późny (płomienisty)                    | Francja: flamboyant Anglia: perpendicular style Niemcy: Spätgotik (deutsche Sondergotik) | do przeł. XV i XVI w.              | ok. 1150 ok. 1550          | styl międzynarodowy doloryzm architektura: gotyk brabancki gotyk skaldyjski gotyk wenecki styl izabeliński styl manueliński flamboyant mudejar |

## Sztuka nowożytna

### XV–XIX w.
Wiek XV jest okresem przełomu sztuki średniowiecznej i nowożytnej. W okresie kultury nowożytnej stosujemy w dalszym ciągu podział na kolejne style historyczne, zapoczątkowane w Średniowieczu, umiejscowione w Europie. Druga połowa XIX w. jest okresem przełomu ze sztuką nowoczesną.
| nazwa                                         | zasięg           | ramy czasowe      | ramy czasowe           | zobacz też                                                     |
| --------------------------------------------- | ---------------- | ----------------- | ---------------------- | -------------------------------------------------------------- |
| sztuka renesansu                              | sztuka renesansu | sztuka renesansu  | ok. 1400 ok. 1600      | architektura: renesans lubelski plateresco malarstwo rzeźba    |
| quattrocento                                  | Włochy           | XV w.             | ok. 1400 ok. 1600      | architektura: renesans lubelski plateresco malarstwo rzeźba    |
| cinquecento                                   | Włochy           | XVI w.            | ok. 1400 ok. 1600      | architektura: renesans lubelski plateresco malarstwo rzeźba    |
| manieryzm                                     | manieryzm        | manieryzm         | ok. 1520 ok. 1620      | palladianizm malarstwo: malarstwo włoskie szkoła Fontainebleau |
| barok                                         | barok            | barok             | ok. 1550 ok. 1760      | architektura: churrigueryzm malarstwo: caravaggionizm          |
| styl Ludwika XIII                             | Francja          | ok. 1610 ok. 1650 | ok. 1550 ok. 1760      | architektura: churrigueryzm malarstwo: caravaggionizm          |
| styl Ludwika XIV                              | Francja          | ok. 1650 ok. 1710 | ok. 1550 ok. 1760      | architektura: churrigueryzm malarstwo: caravaggionizm          |
| styl regencji                                 | Francja          | ok. 1710 ok. 1730 | ok. 1550 ok. 1760      | architektura: churrigueryzm malarstwo: caravaggionizm          |
| rokoko                                        | rokoko           | rokoko            | ok. 1730 ok. 1760      |                                                                |
| styl Ludwika XV                               | Francja          | ok. 1730 ok. 1760 | ok. 1730 ok. 1760      |                                                                |
| styl wileńsko-lwowski                         | Polska           | ok. 1740 ok. 1770 | ok. 1730 ok. 1760      |                                                                |
| klasycyzm                                     | klasycyzm        | klasycyzm         | ok. 1760 ok. 1830      | styl georgiański architektura: styl Adamów                     |
| styl Ludwika XVI                              | Francja          | ok. 1760 ok. 1790 | ok. 1760 ok. 1830      | styl georgiański architektura: styl Adamów                     |
| styl stanisławowski (styl Stanisława Augusta) | Polska           | ok. 1764 ok. 1795 | ok. 1760 ok. 1830      | styl georgiański architektura: styl Adamów                     |
| empire (styl Cesarstwa)                       | Francja          | ok. 1800 ok. 1815 | ok. 1760 ok. 1830      | styl georgiański architektura: styl Adamów                     |
| klasycyzm późny, petersburski                 | Rosja            | ok. 1800 ok. 1830 | ok. 1760 ok. 1830      | styl georgiański architektura: styl Adamów                     |
| klasycyzm późny, petersburski                 | Polska           | ok. 1815 ok. 1830 | ok. 1760 ok. 1830      | styl georgiański architektura: styl Adamów                     |
| neoklasycyzm                                  | neoklasycyzm     | neoklasycyzm      | pierwsza połowa XIX w. |                                                                |
| romantyzm                                     | romantyzm        | romantyzm         | ok. 1800 ok. 1850      |                                                                |
| historyzm                                     | historyzm        | historyzm         | ok. 1830 ok. 1910      |                                                                |
| neoromanizm                                   |                  |                   | ok. 1830 ok. 1910      |                                                                |
| neogotyk                                      |                  |                   | ok. 1830 ok. 1910      |                                                                |
| neorenesans                                   |                  |                   | ok. 1830 ok. 1910      |                                                                |
| neobarok                                      |                  |                   | ok. 1830 ok. 1910      |                                                                |
| eklektyzm                                     | eklektyzm        | eklektyzm         | ok. 1830 ok. 1910      |                                                                |

#### sztuka drugiej połowy XIX w.
| nazwa                             | lata rozwoju  | miejsce | dziedziny                    | przedstawiciele                                                     | autor terminu      |
| --------------------------------- | ------------- | ------- | ---------------------------- | ------------------------------------------------------------------- | ------------------ |
| akademizm                         | 1830–1900     |         | malarstwo rzeźba             | William-Adolphe Bouguereau Henryk Siemiradzki                       |                    |
| szkoła z Barbizon (barbizończycy) |               | Francja | malarstwo                    | Théodore Rousseau                                                   |                    |
| realizm                           | 1850–1910     | Francja | malarstwo rzeźba             | Gustave Courbet                                                     | Gustave Courbet    |
| symbolizm                         | 1850–1910     |         | sztuki plastyczne literatura | Gustave Moreau Odilon Redon szkoła Pont-Aven nabiści Arthur Rimbaud | Jean Moréas (1886) |
| impresjonizm                      | 1874–1900     | Francja | malarstwo literatura muzyka  | Claude Monet August Renoir                                          | Louis Leroy (1874) |
| postimpresjonizm                  | 1886–1905     |         | malarstwo                    | Vincent van Gogh Paul Cézanne Henri Toulouse-Lautrec                |                    |
| neoimpresjonizm                   | koniec XIX w. | Francja | malarstwo                    | Georges Seurat Paul Signac                                          |                    |

### Modernizm
Ramy czasowe: 2. połowa XIX w. – 1. połowy XX w.
Sztuka nowoczesna otwiera nowy etap, w którym kończą się wielkie style, stosuje się tu podział na kierunki, tendencje, ugrupowania artystyczne (manifesty).

### Sztuka współczesna
od 2. połowy XX w.
Sztuka drugiej połowy XX wieku, umownie nazywana współczesną, kształtująca się po II wojnie światowej, nie podlega jeszcze ustalonym czasowym podziałom. Ruchy artystyczne, tendencje, manifesty składają się na skomplikowany obraz tej sztuki.